# イワテヤマトウヒレン
イワテヤマトウヒレン（岩手山塔飛廉、学名：Saussurea × iwateyamensis）は、キク科トウヒレン属の多年草。岩手山の特産で、イワテヒゴタイ- Saussurea brachycephala とヤハズトウヒレン-S. sagitta の雑種とされる。

## 特徴
茎は直立し、高さは30-60cmになる。茎には葉柄から流れる翼はなく、稜がある。花時には根出葉が枯れて、生存しない。茎の下部につく葉の葉身は三角状卵形になり、基部は浅い心形から切形になる。葉柄は短い。
花期は8-9月。頭状花序は散房状に少数がつく。花柄は短い。総苞は径6-7mmになる筒形で、多少クモ毛がある。総苞片は7-8列あり、外片は長卵形で長さ7-9mm、基部の幅は2.5-3mmになり、密着・斜上し、先端は長く尾状にとがる。内片は長さ11-14mmになり、外片より長い。頭花は筒状花のみからなる。果実は痩果となる。

## 分布と生育環境
岩手県の岩手山特産で、同山の亜高山から高山帯の草地に生育する。

## 名前の由来
和名イワテヤマトウヒレンは、「岩手山塔飛廉」の意。
種小名（種形容語）iwateyamensis は、「岩手山の」の意味。

## 分類
岩手山の亜高山から高山帯の草地では、イワテヒゴタイとヤハズトウヒレンが同所的に生育し、同時期に開花することが多いので、この2種の雑種として本種が生まれる機会があるという。
植物学者の門田裕一は、『東北のアザミとその仲間たち』の著者である国京潤一にふれ、「国京潤一によると、イワテヤマトウヒレンの総苞中片と外片は基部が長卵形で先端が尾状に長くとがり、この尾状部分がイワテヒゴタイのそれとは異なっている」、「総苞が径6-7mmの筒形で両親種と推定される2種の中間となっているのは雑種説を裏づけるが、頭花の数が多く、複花序がやや円錐状になる点で2種とは異なっている」ことから、「以上の点で、イワテヤマトウヒレンは実在する種という可能性がある」としている。

## ギャラリー

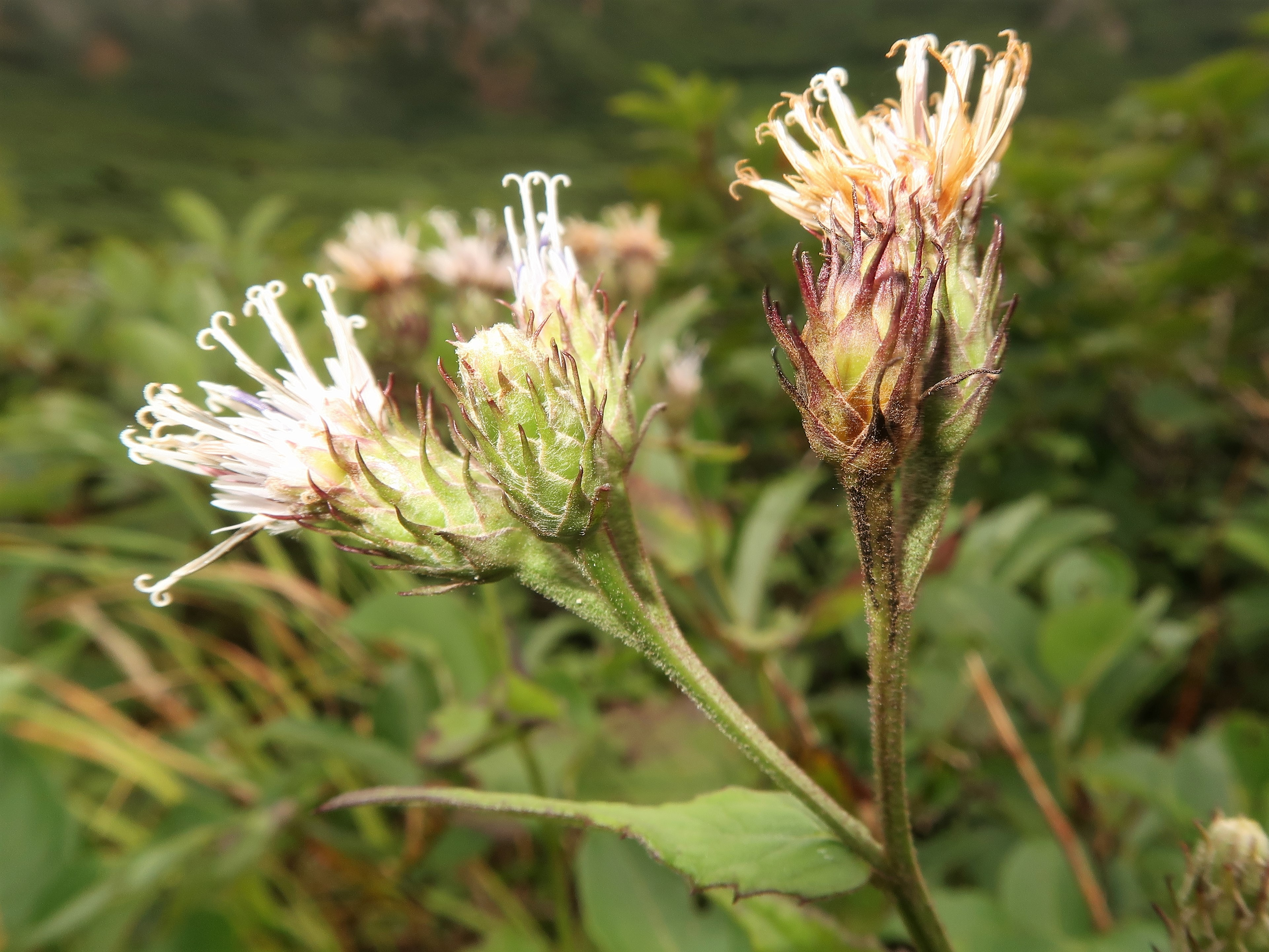
頭花は散房状につき、花柄は短い。
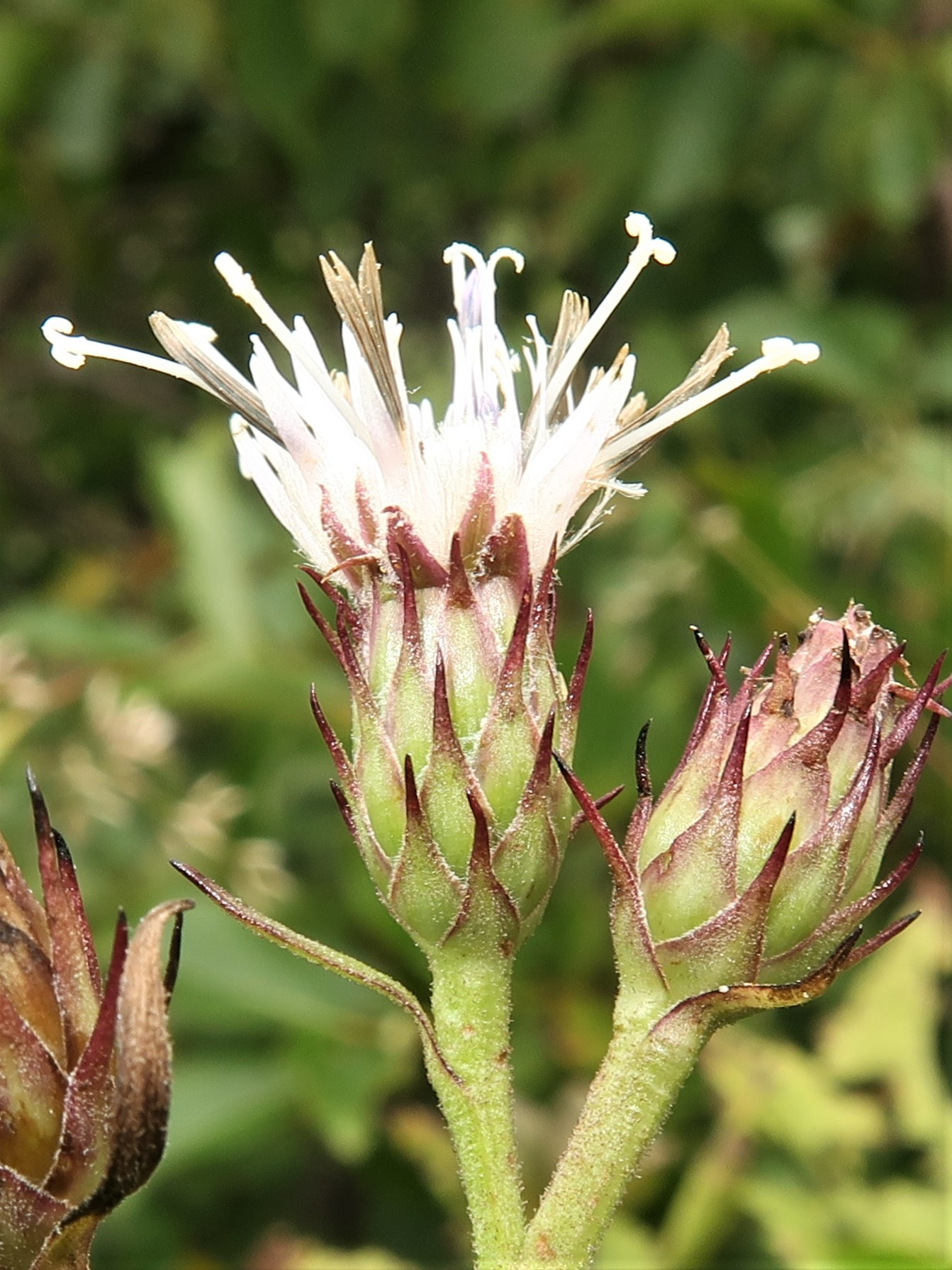
総苞は筒形、総苞片は7-8列あり、密着・斜上する。
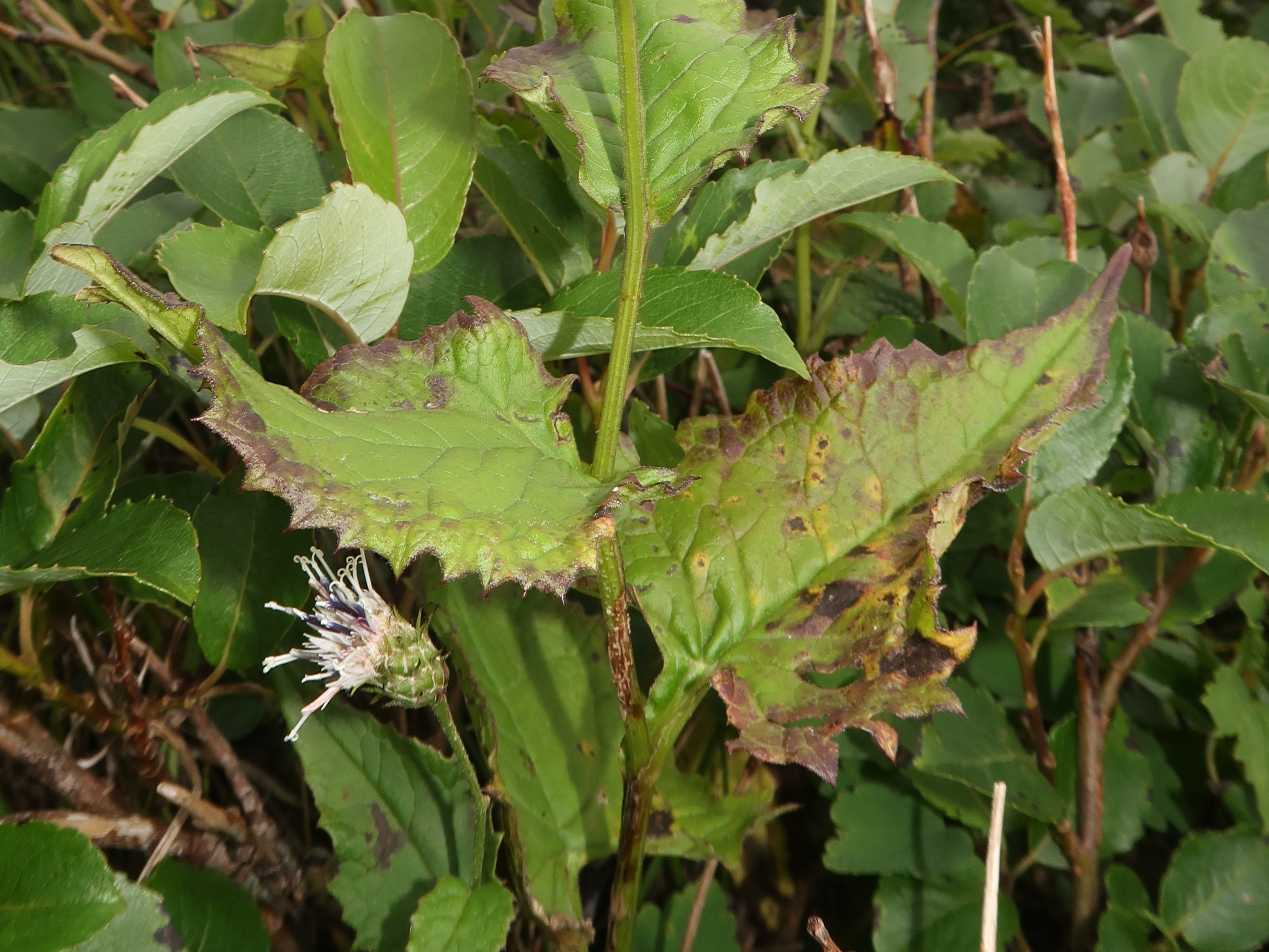
茎葉の葉身は三角状卵形になり、短い葉柄がある。
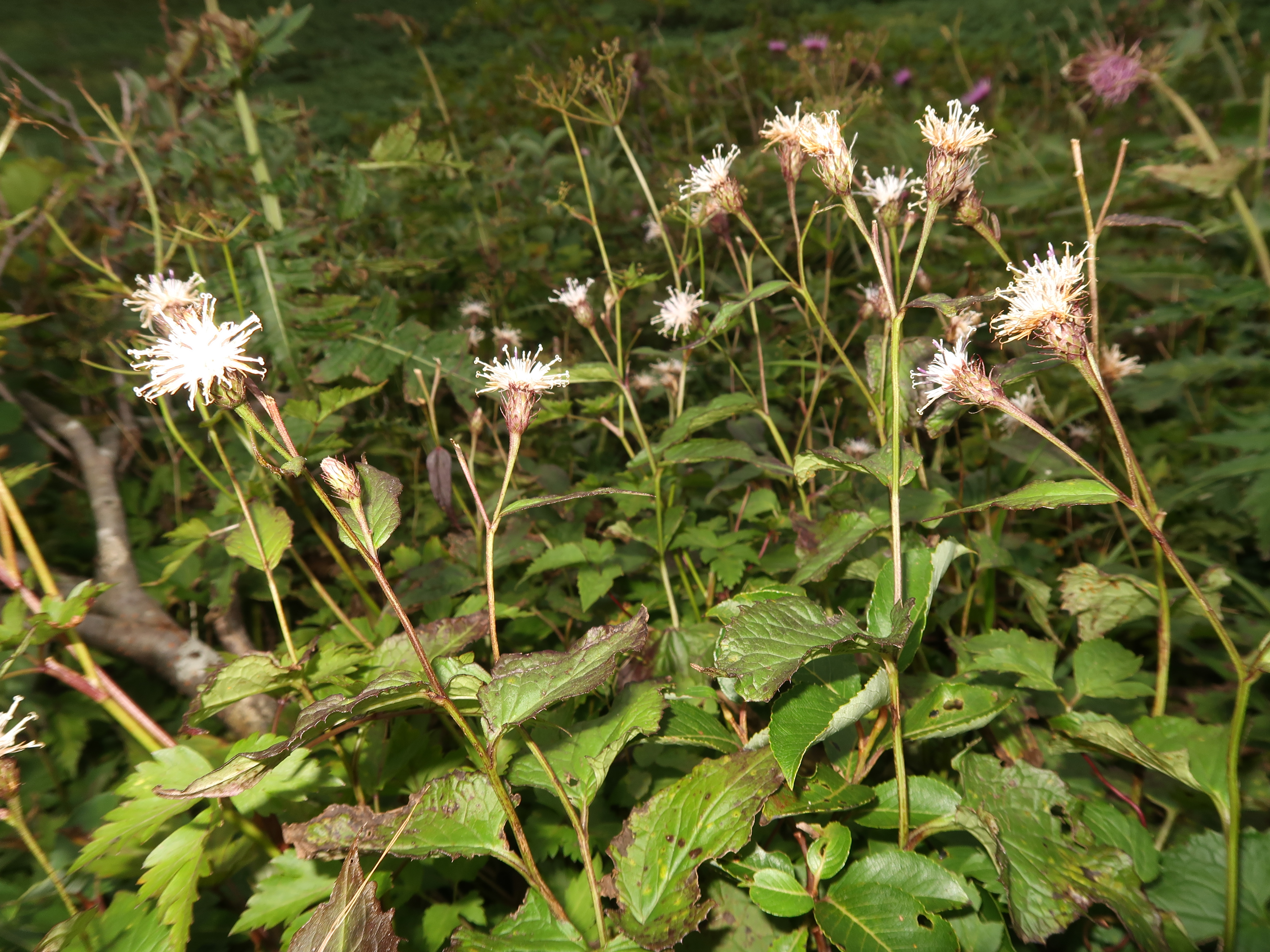
岩手山の亜高山から高山帯の草地に生育する。
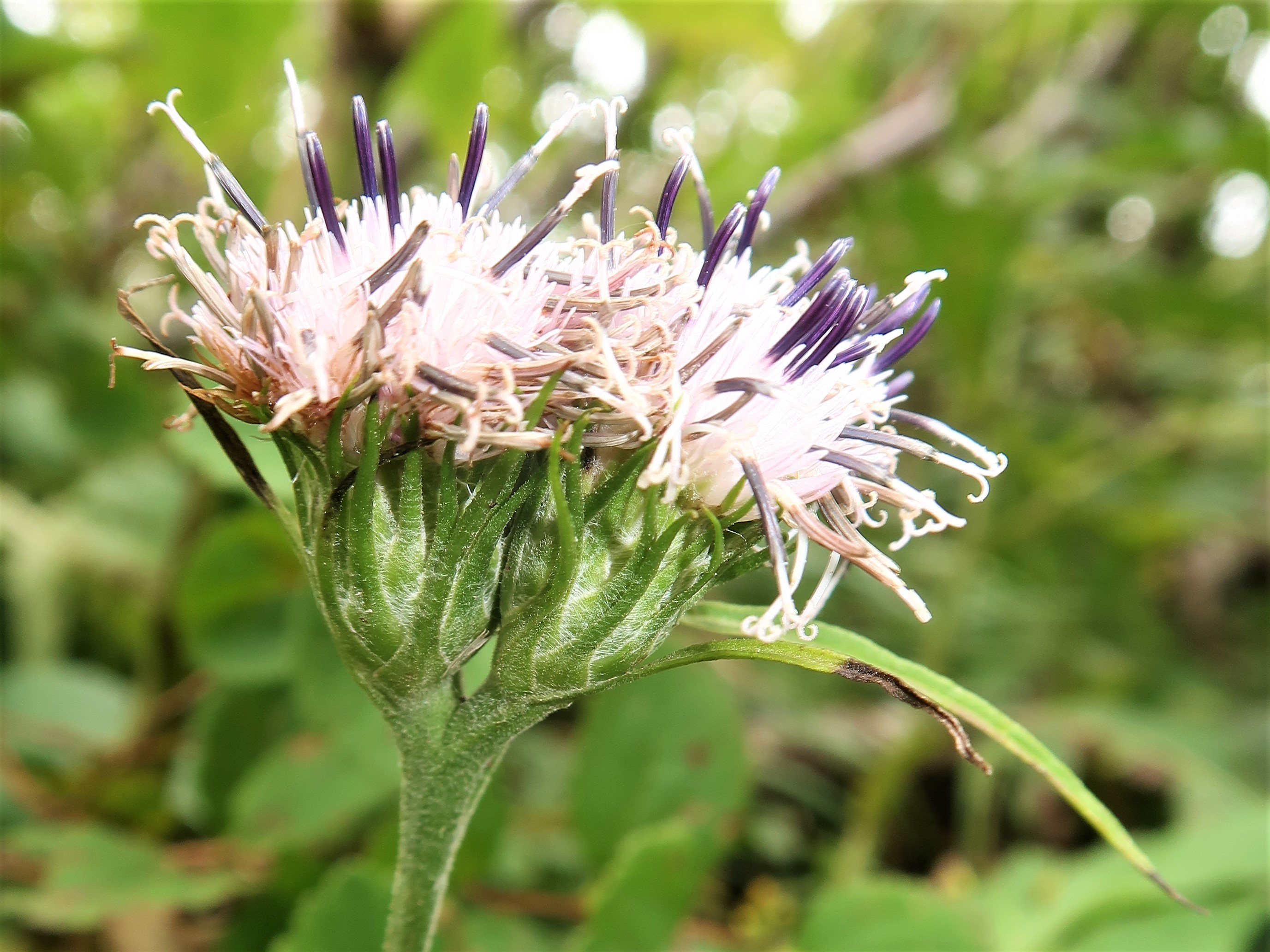
イワテヒゴタイ
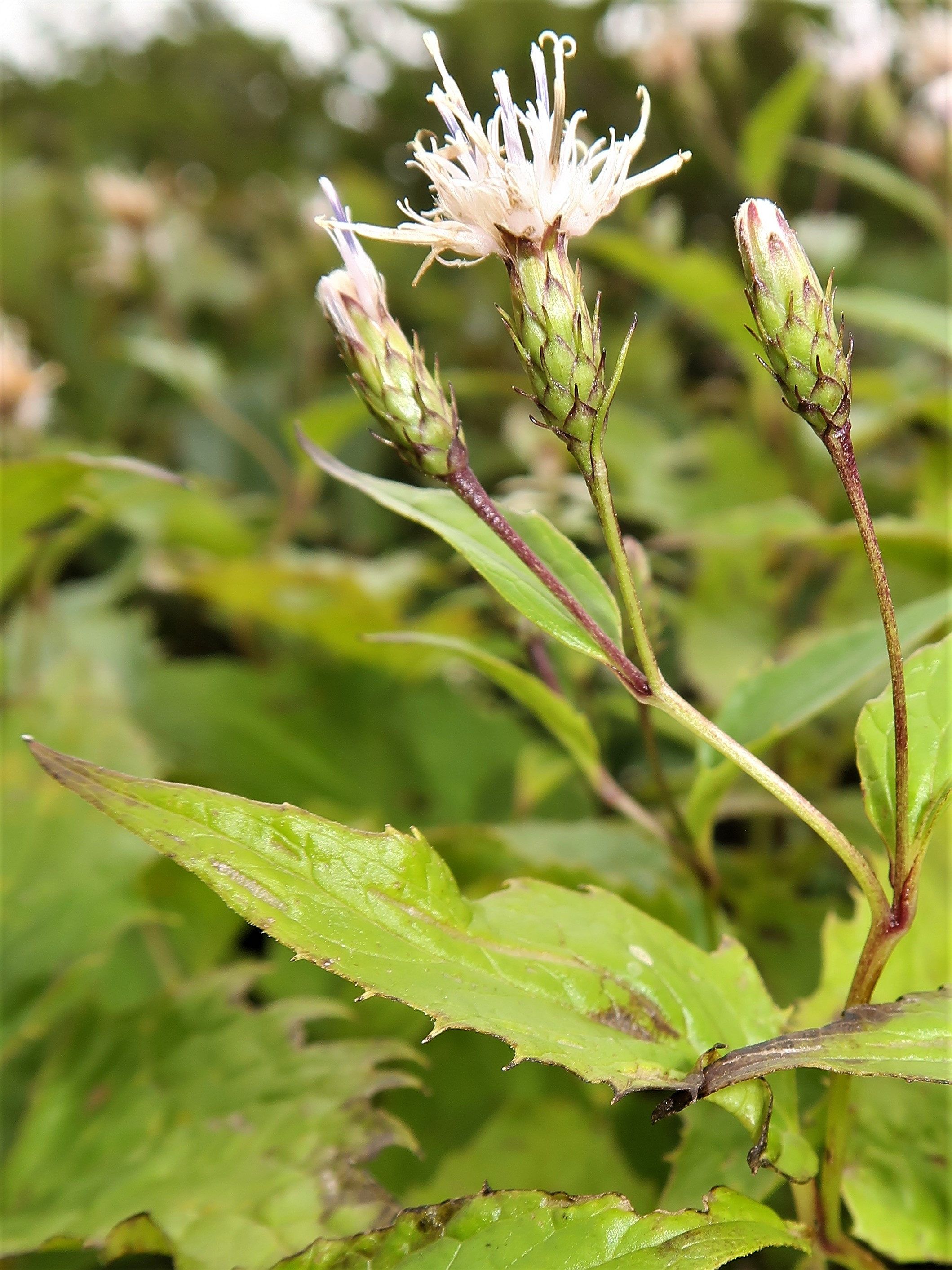
ヤハズトウヒレン